# St.Jude
St. Jude – debiutancki album studyjny brytyjskiego zespołu The Courteeners, który został wydany 7 kwietnia 2008 roku. Dodatkowo do albumu dołączono drugą płytę z dziewięcioma utworami w wersji akustycznej i oryginalnej. Wśród nich jest utwór "Acrylic", który znalazł się na EP-ce "Here Come The Young Men". Album zawiera 5 singli - „Acrylic”, „Cavorting”, „What Took You So Long?”, „Not Nineteen Forever” oraz utwór „No You Didn't, No You Don"t”.

## Lista utworów
1. "Aftershow" - 2:30
2. "Cavorting" - 3:03
3. "Bide Your Time" - 3:18
4. "What Took You So Long?" - 3:39
5. "Please Don't" - 3:16
6. "If It Wasn't for Me" - 2:38
7. "No You Didn't, No You Don't" - 3:56
8. "How Come" - 2:48
9. "Kings of the New Road" - 2:50
10. "Not Nineteen Forever" - 4:02
11. "Fallowfield Hillbilly" - 3:02
12. "Yesterday, Today & Probably Tomorrow" - 3:11

## Dodatkowa lista utworów
1. "Cavorting" (Original Recording) - 3:01
2. "No You Didn't, No You Don't" (Original Recording) - 3:49
3. "Acrylic" (Original Recording) - 2:52
4. "Kimberley" (Original Recording) - 2:11
5. "An Ex Is An Ex For A Reason" (Original Recording) - 1:58
6. "Bide Your Time" (Acoustic) - 3:07
7. "Acrylic" (Acoustic) - 3:32
8. "What Took You So Long?" (Acoustic) - 2:52
9. "Not Nineteen Forever" (Acoustic) - 4:11